# 제8회 청룡영화상
제8회 청룡영화상은 1971년 3월 6일에 열린 시상식이다.

## 수상 및 후보

### 최우수 작품상
- 옥합을 깨뜨릴 때 - 태창영화 수상
- 국립영화제작소 수상

### 감독상
- 화녀 - 김기영 수상

### 남우주연상
- 30년만의 대결 - 최무룡 수상

### 여우주연상
- 화녀 - 윤여정 수상

### 남우조연상
- 황혼의 제 3부두 - 황해 수상

### 여우조연상
- 화녀 - 전계현 수상

### 촬영상
- 옥합을 깨뜨릴 때 - 홍동혁 수상

### 음악상
- 동춘 - 한상기 수상
- 백영조 수상

### 미술상
- 30년만의 대결 - 정경희 수상

### 각본상
- 필녀 - 김수현 수상

### 특별상
- 숨겨논 여자 - 오유경 수상
- 댁의 아빠는 이렇습니까 - 김청자 수상
- 미워도 다시 한번 - 노우현 수상

### 주제가상
- 화녀 - 박석인 수상

### 인기남우상
- 남궁원 수상
- 강신성일 수상
- 신영균 수상

### 인기여우상
- 윤정희 수상
- 문희 수상
- 김지미 수상